# Протеасома

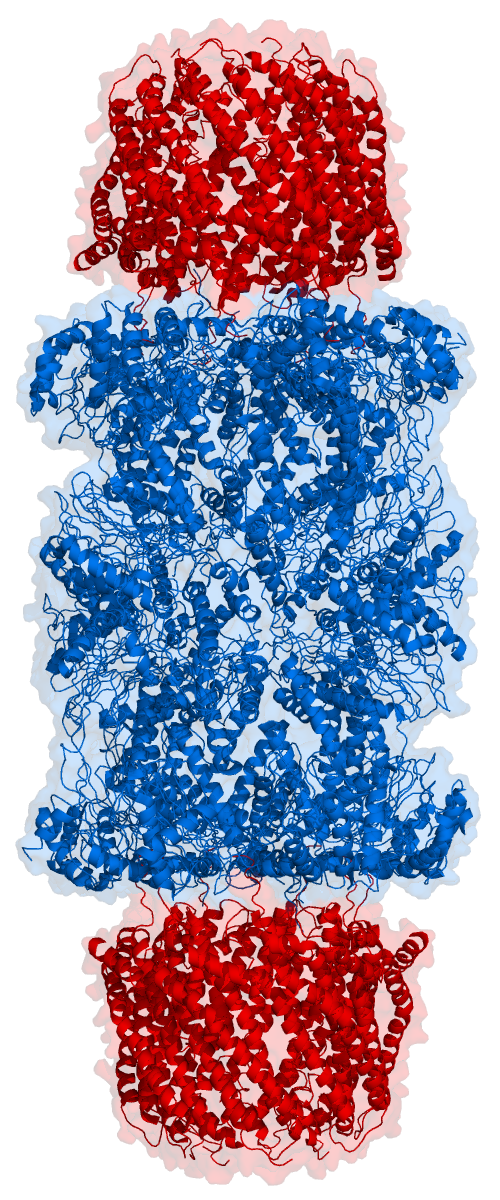
Малюнок протеасоми. Активні ділянки містяться в порі всередині труби (блакитна), де і відбувається деградація білків. Доступ до пори регулюється кінцевими фрагментами (червоні, у цьому випадку 11S регуляторні частинки).

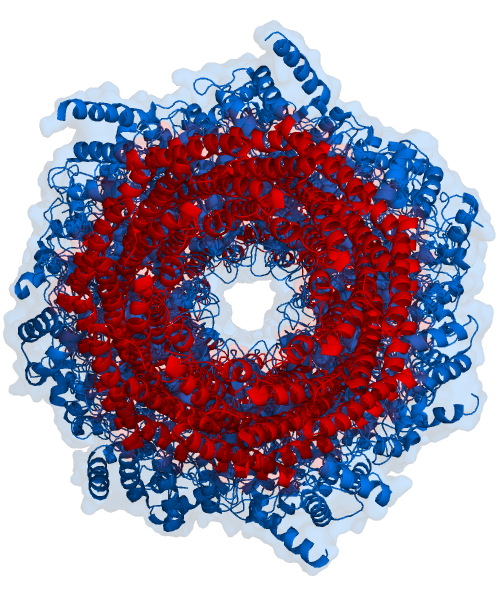
Вид протеасоми уздовж каналу.

Протеасома (КФ 3.4.25.1, КФ 3.6.4.8)— великий білковий комплекс клітин еукаріотів, архей та деяких бактерій, головною функцією якого є деградація більше не потрібних або пошкоджених білків шляхом протеолізу, тобто реакції розриву пептидних зв'язків. Протеасоми служать головним механізмом регуляції клітиною концентрації певних білків та деградації невірно згорнутих білків і є частиною убіквітин-протеасомної системи. Важливість протеолітичної деградації білків в клітинах та роль убіквітину в цьому процесі підкреслюються нагородженням відкривачів процесу Агарона Чехановера, Аврама Гершко і Ірвіна Роуза Нобелівською премією з хімії 2004 року.

## Структура
За структурою протеасома є великим бочкоподібним комплексом, що містить «ядро» з чотирьох кілець, крізь які проходить центральна пора. Кожне кільце складається з семи індивідуальних білків. Два внутрішніх кільця складаються з семи β-субодиниць що містять шість активних ділянок із протеазною активністю. Ці ділянки розташовані на внутрішній стороні кілець, таким чином для деградації білок повинен потрапити до центральної пори. Два зовнішні кільця, складані з семи α-субодиниць кожне, їх функцією є підтримка «воріт», через які білки потрапляють до центральної пори. Ці α-субодиниці контролюються за допомогою зв'язування із ними структур «шапочки» або регуляторних частинок, які розпізнають поліубіківтинові мітки прикріплені до субстратних білків та доставляють ці білки у пору для початку процесу деградації.

## Функція
Протеасоми розташовані як у цитоплазмі архей та бактерій, так і в цитоплазмі та ядрі еукаріотів. Активність протеасоми та убіквітин-протеасомна система життєво важливі для багатьох клітинних процесів, включаючи клітинний цикл, регулювання експресії генів та відповідь на окислювальний стрес.
В результаті деградації протеасомою білки перетворюються на пептиди біля 7-8 амінокислот довжиною, що далі руйнуються на амінокислоти, придатні для використання для синтезу нових білків. Білки, призначені для деградації протеасомою, позначаються приєднанням невеликого білка убіквітину за допомогою ферментів, що називаються убіквітиновими лігазами. Після приєднання одної молекули убіквітину інші лігази приєднують до неї ще кілька, створюючи поліубіківтиновий хвіст, що і розпізнається протеасомою.

## Інгібітори протеасоми
- Бортезоміб, перший інгібітор протеасоми, що був дозволений для клінічного застосування в США з 2003.

- Дисульфірам[4][5][6]

- Епігалокатенін-3-галлат[7]

- Саліноспорамід А перейшов у стадію клінічного дослідження при множинній мієломі.

- Карфілзоміб був допущений FDA США для застосування при рецидивній множинній мієломі 20 липня 2012

- ONX 0912, CEP-18770 і MLN9708 також перейшли до клінічних досліджень .[8]

- Епоксиміцин, природний селективний блокатор[9]

- MG132, синтезований пептид, що звичайно використовується у лабораторних дослідженнях in vitro

## Види протеасоми
- Конституційна;
- Індуцибельна (Імунопротеасома);
- Тимопротеасома;
- Плазмова протеасома.